# Новая Маячка
Но́вая Мая́чка (укр. Нова́ Мая́чка) — посёлок в Юбилейной сельской общине Херсонского района Херсонской области Украины.

## Географическое положение
Расположен в 56 км от Алёшек, в 48 км от районного центра (Херсона), в 22 км от ближайшей железнодорожной станции Брилевка на линии Херсон—Джанкой, в 16 км от пристани Днепряны. Ближайшим городом является Новая Каховка, он находится в 20 км от посёлка.

## Население
Население составляет 6 811 человек (на 2019 год).

### Языковой состав
Родной язык населения по данным переписи 2001 года:
| Язык       | Численность, чел. | Доля     |
| ---------- | ----------------- | -------- |
| Украинский | 5 489             | 73,59 %  |
| Русский    | 1 873             | 25,11 %  |
| Другое     | 97                | 1,30 %   |
| Итого      | 7 459             | 100,00 % |

## История
Новая Маячка основана в 1805 году. В 1822 году в селе насчитывалось 370 дворов, где проживали 2100 жителей.
Первые крепостные стали селиться здесь на пустопорожней степи в 1805 году из Черниговской, Полтавской и Киевской губерний, а потом в 1810 г. из Курской, Орловской и Воронежской губерний. В 1813 г. они устроили для себя молитвенный деревянный дом, он существовал до 1819 г. Название села произошло от того, что первоначальные переселенцы были из ранее населенной Маячки. Это имя связано с близлежащими маяками, которые ранее использовались Османской империей для навигации на границе.
В 1886 году в селе Большая Маячка, центре Маячковской волости Днепровского уезда Таврической губернии, проживало 6430 человек, насчитывалось 1037 дворов, существовали 2 православные церкви, еврейский молитвенный дом, 2 школы, почтовая станция, 14 лавок, происходили 2 ежегодных ярмарки и базары.
В ходе Великой Отечественной войны 10 сентября 1941 года селение было оккупировано наступавшими немецкими войсками.
В Ноябре 1943 года части 87-й гвардейской стрелковой дивизии под командованием полковника К. Я. Тимчика освободили Новую Маячку от немецко-фашистских захватчиков.
В июле 1995 года Кабинет министров Украины утвердил решение о приватизации двух находившихся здесь совхозов.
24 февраля 2022 года, во время вторжения России в Украину, при наступлении на Новую Каховку, село было захвачено. На данный момент находится под российской оккупацией.

## Известные люди
В селе родились:
- Иван Петрович Мартынов (1923—2014) — Герой Советского Союза, генерал-лейтенант.
- Алипий (Гаманович, Николай Михайлович) (род. 1926) — архиепископ Чикагский и Средне-Американский (РПЦЗ)
- Иоанн (Снычёв, Иван Матвеевич) (1927—1995) — митрополит Санкт-Петербургский и Ладожский, магистр богословия, автор ряда трудов на богословские и исторические темы.